# Psyllaephagus pulcher
Psyllaephagus pulcher är en stekelart som beskrevs av Herthevtzian 1979. Psyllaephagus pulcher ingår i släktet Psyllaephagus och familjen sköldlussteklar.
Artens utbredningsområde är Armenien. Inga underarter finns listade i Catalogue of Life.